# Spilopimpla bicolor
Spilopimpla bicolor là một loài tò vò trong họ Ichneumonidae.